# Monte Achishjó
El pico Achishjó (en ruso: Ачишхо́, que en adigué significa "pico del macho cabrío" -Achi, macho cabrío" y shjó, "altura", "cima") es una montaña del krai de Krasnodar, en el Cáucaso occidental. Tiene 2391 m de altitud y está 10 km al noroeste de Krásnaya Poliana.
El pico está compuesto de esquistos arcillosos y volcánicos. Pese a la naturaleza kárstica, se forman varios lagos en la cordillera. Son de destacar las cascadas que caen desde la altura. Está situada en una zona de clima húmedo con hasta 3000 mm anuales de precipitación, de las mayores de Rusia. La capa de nieve puede llegar a los 10 m de espesor. La cantidad de días soleados no supera los 60-70 m al año. Las laderas del Achishjó están cubiertas de hayas y abetos. La parte superior está cubierta de prados alpinos. En sus vertientes septentrionales nace el río Achipsé.
El monte es popular entre los senderistas. En las estribaciones de la montaña se hallan dólmenes.